# Nick Skelton

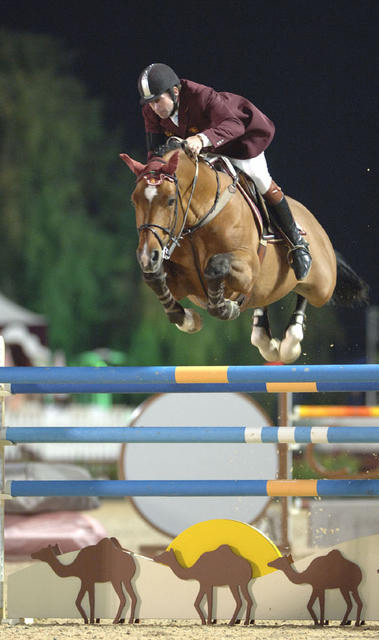
Nick Skelton op zijn paard Arko

Nicholas ("Nick") David Skelton (Bedworth (Warwickshire), 30 december 1957) is een Brits springruiter met een jarenlange internationale wedstrijdervaring. Onder andere behaalde hij zilveren en bronzen medailles op Europees- en wereldkampioenschappen individueel, en ook werd hij driemaal Europees kampioen in teamverband. In 2012 won hij de gouden medaille in de landenwedstrijd bij de Olympische Spelen in Londen, samen met Scott Brash, Peter Charles en Ben Maher.

## Erelijst
- Olympische Spelen
  - 2012 in Londen: gouden medaille in teamverband met Big Star
  - 2016 in Rio de Janeiro: gouden medaille individueel met Big Star

- Alternatieve Olympische Spelen:
  - 1980 in Rotterdam: zilveren medaille in teamverband met Maybe

- Wereldkampioenschappen:
  - 1982 in Dublin: bronzen medaille in teamverband met If Ever
  - 1986 in Aken: zilveren medaille in teamverband en bronzen medaille individueel met Apollo
  - 1990 in Stockholm: bronzen medaille in teamverband met Grand Slam
  - 1998 in Rome: bronzen medaille in teamverband met Hopes are High

- Europese kampioenschappen:
  - 1985 in Dinard: gouden medaille in teamverband en individueel vierde met St. James
  - 1987 in St. Gallen: gouden medaille in teamverband en individueel brons met Apollo
  - 1989 in Rotterdam: gouden medaille in teamverband met Apollo
  - 1991 in La Baule: zilveren medaille in teamverband met  Phoenix Park 
  - 1993 in Gijón: zilveren medaille in teamverband met  Dollar Girl 
  - 1995 in St. Gallen: zilveren medaille in teamverband met  Dollar Girl